# Нікулча
Нікулча (рум. Niculcea) — село у повіті Ботошані в Румунії. Входить до складу комуни Хавирна.
Село розташоване на відстані 402 км на північ від Бухареста, 32 км на північ від Ботошань, 117 км на північний захід від Ясс.

## Населення
За даними перепису населення 2002 року у селі проживала 41 особа, усі — румуни. Усі жителі села рідною мовою назвали румунську.